# ТБ-1
Туполев ТБ-1 (известен и като АНТ-4), Г-1 е съветски бомбардировач. Първият в света изцяло метален двумоторен бомбардировач-моноплан долноплощник. Самолетът е разработен за 9 месеца и е построен през 1925 година. Произвеждан е серийно от лятото на 1929 година, до началото на 1932 година. Общо са били построени 212 от този тип самолети. На въоръжение е бил до 1936 година. След снемането му от въоръжение е предаден на Аерофлот, където под марката Г-1 (товарен-първи) е използван до 1945 година. Реставриран Г-1 (регистрационен номер СССР-Н317) се намира в музея в град Уляновск.

## Проектиране и прострояване на прототипа
По поръчка на Особено техническо бюро 11 през ноември 1924 година ЦАГИ започнало проектирането и построяването на ТБ-1 (АНТ-4) с двигатели „Непир-Лайон“ (450 hp). Построяването се провеждало в неприспособено за целта помещение в Дом 16 на ул. Радио в Москва и имало недостиг на квалифицирани работници. На 11 август 1925 година сглобяването на самолета било приключено. За да бъде прехвърлен на летището се наложило да срутят една от стените на сградата. Преместването на летището завършило през октомври 1925 година. Първия полет траял 7 минути и бил извършен от А. И. Томашевски на 26 ноември 1925 година. След доработка на конструкцията бил извършен втори полет с продължителност 35 минути на 15 февруари 1926 година. Самолета бил „гол“ – т.е. без въоръжение, радиоелектронно оборудване и всичко останало. По време на подготовката за пускане в серийно производство било предложено да се използват серийно двигатели – в началото „Лоррен-Дитрих“ (450 к.с.), а през април 1927 година НТК УВВС предложила двигатели БМВ-IV.

## Подготовка за серийно производство
- Дублер-еталон ТБ-1 (АНТ-4)  – построен през февруари 1928 година, но заради забавяне на доставката на полуосите, които се произвеждали в Швеция изпитанията започнали чак през юли 1928 година. На самолета имало двигатели БМВ-IV (500/750 hp), размерите на самолета били по-малки от тези на първия прототип. Били поставени гнезда с картечници „Люис“ – предна, средна и задна, касетни бомбодържатели, бомбодържатели СБР-8, фото и радио оборудване. Бомбения товар бил 730 kg. Държавните изпитания били проведени от 15 август 1928 година до 26 март 1929 година. Самолета не бил произвеждан серийно.

## Серийно производство
- Дублер ТБ-1 (АНТ-4) бис – главния екземпляр с двигатели БМВ-IV (500/680 к.с.), в по-късните серии заменени със съветските двигатели М-17 (500/680 hp). Въоръжението се състояло от три спаркови картечници Дегтярев (ДА) и 1000 kg бомби. Екипажа бил от 6 души. Серийното производство се провело в Москва във Филския завод от лятото на 1929 до началото на 1932 година. Полуосите на шасито били вносни.

## „Страна Советов“
Сериен екземпляр на ТБ-1 (АНТ-4) без въоръжение изпълнен в два екземпляра за рекордния полет Москва-Ню Йорк. Исторически за СССР бил полета на 8 август 1929 година, но се наложило непланирано кацане в Чита. Самолета се разбил, но екипажа не пострадал и се върнал в Москва за повторен полет на 23 август 1929 година. Екипажа бил в състав С. А. Шестаков, Ф. А. Болотов (втори пилот), Б. А. Стерлигов (щурман) и Д. В Фуфаев извършил полет през Москва – Омск – Хабаровск – Петропавловск Камчатски – камчатския остров Атту – Сиатъл – Сан Франциско – Ню Йорк. Общата дължина била 21242 km, като 7950 km над вода. Полета траял 137 часа. В участъка Атту-Сиатъл колесниците били заменени с поплавъци. Поплавъците били взети от самолета ЮГ-1 и били удължени с 0.4 m заради голямата маса.

## ТБ-1 П (поплавъков)
Били пуснати няколко броя поплавъчни ТБ-1 употребявани в гражданската и военната авиация. За тези самолети били разработени специални поплавъци – Тип „Ж“ – които се пускали серийно от 1932 година – били пуснати повече от 100 броя поплавъци. На няколко от самолетите била сложена система за пускане на торпедата. Масата на поплавъците е 816 kg, дължината е 10.66 m, широчина и височина 1.15 m, и обем 7.25 m3.

## ТБ-1 със ски
За ТБ-1 били разработени дървени ски с обща маса 230 kg. Били изработени над 200 ски, с които се използвал успешно.

## Г-1
След снемането от въоръжение на самолетите ТБ-1, били преименувани на Г-1 и се експлоатирали от Аеропорт и Главсевморпути като товаро-пътнически и напълно товарни (някои от тях превозвали сяра от рудниците в Ашхаба). Около 40 броя били дадени на артистичската авиация на цирковата авиация експолоатирани до 1945 година.